# Местни избори в България (2011)
Местните избори в България през 2011 година се регламентират от Изборния кодекс, приет от Народното събрание на 19 януари 2011 г., Обнародван в Държавен вестник брой 9 от 28 януари 2011 г. (с две изменения от 10 май 2011 г. и 14 юни 2011 г.). Гражданите на България упражняват правото си на глас в изборите за общински съветници и за кметове на общини и кметства. За разлика от предишните местни избори през 2007 г. избирателите в общините на 3-те най-големи града – Столичната община (София), Община Пловдив и Община Варна няма да могат мажоритарно да изберат кмет на своя район.
Първият тур на местните избори в България през 2011 г. се провежда на 23 октомври заедно с първия тур на президентските избори в България (2011). На него се избират общинските съветници (за формиране на общинските съвети) и кметове на 264 общини и 2012 кметства. Където няма избран кмет на първи тур, съгласно чл. 246, ал. 4 от кодекса, са избрани чрез балотаж на втория тур на местните избори „не по-късно от 7 дни от датата на произвеждането на първия тур в неделен ден“.

## Законови промени
Съгласно чл. 39а. от ЗМСМА – „Кметовете на райони в Столичната община и в градовете с районно деление се избират с тайно гласуване от общинския съвет по предложение на кмета на общината за срока на пълномощията на общинския съвет“.
На местните избори през 2011 г. броят на кметствата, в които се избира кмет е по-малък в сравнение с 2007 г., заради изменението в Закона за административно-териториалното устройство на Република България. (ЗМСМА), внесено чрез §18 на ПЗР на Изборния кодекс  (ИК)